# Писарев, Георгий Павлович
Георгий Павлович Писарев (1913—1983) — советский военнослужащий. Участник Великой Отечественной войны. Полный кавалер ордена Славы. Воинское звание — старшина.

## Биография

### До войны
Родился 26 ноября 1913 (по другим данным — 1915) года в селе Васильевка (по другим данным — в селе Большое Васильево) Тамбовской губернии (ныне территория Пичаевского района Тамбовской области Российской Федерации) в крестьянской семье. Русский. Образование начальное. После окончания школы помогал родителям по хозяйству. В начале 1930-х годов уехал на заработки в Донбасс. До призыва на военную службу работал крепильщиком на шахте «Соколовск-Первомайская» Донецкой области. В 1936—1938 годах проходил срочную службу в Рабоче-крестьянской Красной Армии. Отслужив, вернулся в Первомайск. До войны трудился на той же шахте слесарем.

### На фронтах Великой Отечественной войны
В августе 1941 года из шахтёров Донбасса началось формирование шахтёрских дивизий, и 26 августа Г. П. Писарев Кагановичским районным военкоматом Ворошиловградской области был вновь призван в Красную Армию. Боевой путь начал бойцом расчёта артиллерийского орудия 968-го артиллерийского полка 395-й стрелковой дивизии. Боевое крещение принял 8 октября 1941 года у села Мангуш во время обороны Мариуполя. Уже в первом бою его расчёт подбил несколько танков из состава 1-й танковой дивизии СС «Лейбштандарт СС Адольф Гитлер». Затем участвовал в боях на Дону, сражался в Битве за Кавказ на туапсинском направлении. 2 ноября 1942 года был тяжело ранен. После выздоровления вернулся в свой полк. Освобождал Северный Кавказ, участвовал в прорыве Голубой линии и освобождении Таманского полуострова. В ноябре 1943 года 295-я стрелковая дивизия готовилась к форсированию Керченского пролива и высадке в Крыму, но решением Ставки Верховного Главнокомандования она была переброшена на 1-й Украинский фронт. Наводчик орудия красноармеец Г. Писарев отличился в боях на Правобережной Украине во время Житомирско-Бердичевской операции.

### Орден Славы III степени
Измотав силы контратакующего противника в ходе Киевской оборонительной операции, 24 декабря 1943 года войска 1-го Украинского фронта перешли в наступление на Правобережной Украине. При прорыве немецкой обороны у хутора Раковичи артиллерийский расчёт, в составе которого наводчиком воевал красноармеец Г. Писарев, под сильным миномётным и пулемётным огнём неприятеля смело выдвинул своё орудие на открытую позицию. Выстрелами прямой наводкой были уничтожены две вражеские огневые точки, что дало возможность стрелковому подразделению без потерь овладеть немецкими траншеями. В ходе дальнейшего наступления общим направлением на Коростышев 968-й артиллерийский полк подполковника В. Г. Никитина, двигаясь вместе с пехотой, огнём прямой наводкой и с закрытых позиций обеспечивал её продвижение вперёд и отражал яростные контратаки врага. Умелой работой артиллеристы способствовали взятию опорных пунктов врага сёл Забелочье, Харитоновка, Глубочок и освобождению ряда других населённых пунктов. В начале 1944 года дивизия полковника А. В. Ворожищева вела ожесточённые бои за город Бердичев. 2 января у села Катериновка наводчик орудия 4-й батареи красноармеец Писарев способствовал отражению контратаки врага, точными выстрелами подбив немецкий танк и уничтожив пулемётную точку. Двумя днями позже у села Дмитровка на участке, где располагалось орудие Писарева, противник бросил в бой 12 танков и до батальона пехоты. Проявив хладнокровие и выдержку, Георгий Павлович подпустил танки на близкое расстояние и с первого выстрела поджёг головную машину врага, заставив остальные поспешно отступить. Вслед за бронетехникой, потеряв от огня орудия до 30 солдат и офицеров убитыми, стала отступать и вражеская пехота. Благодаря мастерству и отваге артиллеристов контратака врага была сорвана, а стрелковые подразделения дивизии на плечах бегущего противника ворвались в Дмитровку и овладели важным опорным пунктом немцев на ближних подступах к Бердичеву. За образцовое выполнение боевых заданий командования и проявленные в боях доблесть и мужество приказом от 31 января 1944 года красноармеец Г. П. Писарев был награждён орденом Славы 3-й степени.

### На станиславском направлении
К середине января 1944 года 395-я стрелковая дивизия вышла на рубеж Вишенка—Юровка, где закрепилась до весны. С началом Проскуровско-Черновицкой операции она продолжила освобождение Правобережной Украины. Наступать приходилось в условиях распутицы и бездорожья. За проявленное в боях воинское мастерство в июне 1944 года Г. Писарев получил сержантское звание и был назначен командиром 1-го орудия 4-й батареи. 25 июля вслед за стрелковыми подразделениями артиллеристы переправились на правый берег Днестра и сходу вступили в бой. Сержант Г. П. Писарев под огнём врага выдвинул своё орудие на открытую позицию и в упор расстреливал вражескую пехоту. Умелой и самоотверженной работой его расчёт способствовал отражению трёх контратак, истребив при этом до 40 солдат и офицеров вермахта.
В боях за расширение плацдарма 968-й артполк обеспечил выход стрелковых батальонов дивизии к сильно укреплённой обороне противника по реке Вороне на рубеже Никитинцы—Слобода—Тысменица, где немцы попытались остановить дальнейшее продвижение советских войск. Выдвинув орудия на прямую наводку, артиллеристы быстро подавили сопротивление врага и вынудили его оставить занимаемые позиции. Вместе с пехотой расчёт сержанта Писарева ворвался на окраину Станислава. В уличных боях за город он со своими бойцами сжёг вражеский танк, подбил два бронетранспортёра и уничтожил пулемётную точку, мешавшую продвижению стрелкового подразделения. 27 июля Станислав был освобождён, и части дивизии продолжили наступление на запад. 31 апреля в бою за село Стефанувка западнее города Калуша расчёт сержанта Писарева уничтожил 3 пулемёта, 2 миномёта и вывел из строя до 20 солдат неприятеля, чем способствовал взятию населённого пункта. Боевая работа артиллериста в ходе Львовско-Сандомирской операции получила высокую оценку со стороны начальника политотдела дивизии полковника В. И. Санюка. Приказом от 26 декабря 1944 года Георгий Павлович был награждён орденом Красной Звезды.

### Орден Славы II степени
В сентябре 1944 года 395-я стрелковая дивизия была подчинена 13-й армии, в составе которой с небольшим перерывом находилась до конца Великой Отечественной войны. Перед началом Висло-Одерской операции она, по всей видимости, была выведена в резерв 1-го Украинского фронта и до конца января 1945 года в боях не участвовала. Только в первых числах февраля она была введена на плацдарм, захваченный частями 13-й армии на левом берегу реки Одер в районе Штейнау, и принимала участие в боях по его расширению, наступая в направлении города Любен. Противник яростно контратаковал. В течение 3 и 4 февраля, находясь в боевых порядках пехоты на подступах к населённому пункту Гулау, орудие сержанта Г. П. Писарева отразило 6 вражеских контратак, уничтожив при этом 1 бронетранспортёр, 3 пулемёта и до 70 солдат и офицеров неприятеля. 5 февраля немцы, имея задачу отбросить советские войска от города любой ценой, снова шесть раз атаковали подразделения дивизии на участке, где находилась огневая позиция орудия сержанта Писарева. В критический момент боя Георгий Павлович сам встал за панораму и прямой наводкой расстреливал пехоту врага. Потеряв более 30 человек убитыми и 3 пулемёта, немцы откатились на исходные позиции, так и не добившись успеха.
Отразив яростный натиск врага, 8 февраля дивизия продолжила наступление уже в рамках Нижне-Силезской операции. При прорыве вражеской обороны у населённого пункта Гулау орудие сержант Г. П. Писарева участвовало в часовой артиллерийской подготовке, в ходе которой, благодаря хорошо проведённой разведке, были эффективно подавлены огневые средства врага, а его живой силе нанесён ощутимый урон. Артподготовка дала возможность стрелковым подразделениям продвинуться вперёд и вклиниться в оборонительные порядки немцев. Противник, однако, быстро оправился от первого удара и скоро перешёл в контратаку. В ходе артиллерийской контрподготовки немцев рядом с орудием Писарева, оказавшимся на открытой позиции, разорвался снаряд. Почти весь расчёт вышел из строя, а сам Георгий Павлович был ранен. Но когда немецкая пехота пошла в атаку, он вместе с оставшимся в строю номером артиллерийского расчёта встал к орудию и в упор расстреливал вражеские цепи, истребив до 30 солдат неприятеля. Противник был отброшен, но продвинуться дальше советской пехоте мешал шквальный пулемётный огонь. Превозмогая боль, вместе с оставшимся в строю бойцом расчёта сержант Писарев выдвинул свою пушку далеко вперёд и метким выстрелом поразил станковый пулемёт врага. При этом напарник Георгия Павловича также был ранен, но, несмотря на это, оба артиллериста продолжали наступать в боевых порядках стрелкового подразделения и прямой наводкой уничтожали огневые средства врага, тем самым обеспечив артиллерийскую поддержку пехоты огнём и колёсами. Только после того, как боевая задача была выполнена, сержант Писарев был эвакуирован в госпиталь. За доблесть и мужество, проявленные в боях на западном берегу реки Одер приказом от 26 марта 1945 года он был награждён орденом Славы 2-й степени.

### Орден Славы I степени
К апрелю 1945 года вернулся в свою дивизию, которая вела подготовку к решающему наступлению на Берлин. Накануне Берлинской операции 968-й артиллерийский полк гвардии подполковника Осьмака получил приказ об участии в артиллерийском наступлении. Быстро выдвинувшись в указанный район, 16 апреля батареи полка обеспечили форсирование стрелковыми подразделениями реки Нейсе южнее Форста, прорыв обороны противника и развитие дальнейшего наступления. 21 апреля 24-й стрелковый корпус, в состав которого входила 395-я стрелковая дивизия, получил задачу охватом с северо-запада в направлении города Вельцов осуществить окружение группировки противника, оборонявшейся в районе города Шпремберга. Выполняя приказ, артиллерийский расчёт сержанта Г. П. Писарева вместе с бойцами 723-го стрелкового полка 21 апреля в районе населённого пункта Кауше (Kausche) вышел на шоссе, по которому пыталась прорваться большая колонна противника. Сходу развернув орудие, Писарев открыл прицельный огонь по врагу. Подбив с первого выстрела головную машину, Георгий Павлович создал на шоссе пробку, а затем в течение 3-5 минут меткими выстрелами уничтожил ещё 7 автомашин с пехотой и военным имуществом. Немцы попытались расчистить себе путь, выдвинув вперёд два бронетранспортёра и открыв ураганную стрельбу из установленных на них крупнокалиберных пулемётов, но артиллеристы быстро поразили оба БТРа, после чего сожгли ещё 9 грузовиков.
Потеряв большое количество техники и до 70 человек убитыми, немцы вынуждены были отступить, но не оставили попыток вырваться из котла. На рассвете следующего дня они вновь пошли на прорыв, на этот раз пустив вперёд танки. Однако Писарев со своими бойцами вновь с первого выстрела поджёг головную машину, а вместе с ней 4 тягача с зенитными орудиями. Заблокировав таким образом движение колонны, Георгий Павлович начал расстреливать живую силу и технику врага. Группа немецких автоматчиков попыталась обойти огневую позицию орудия Писарева с тыла, но он вовремя разгадал планы неприятеля. Подпустив вражеских солдат на 80-100 метров, артиллеристы открыли по ним интенсивный огонь. Потеряв более тридцати солдат, противник отступил в лесной массив и новых попыток прорыва на этом участке не предпринимал. Всего за два дня боёв у Кауше сержант Г. П. Писарев со своим расчётом уничтожил 1 тяжёлый танк «Тигр», 2 бронетранспортёра, 4 армейских тягача, 17 автомашин, 1 зенитную батарею и батарею тяжёлых орудий, до 100 солдат и офицеров вермахта. За доблесть и мужество, проявленные в ходе Шпремберг-Торгауской операции Битвы за Берлин указом Президиума Верховного Совета СССР от 27 июня 1945 года Георгий Павлович был награждён орденом Славы 1-й степени.
После ликвидации шпрембергского котла 395-я стрелковая дивизия продолжила наступление на запад и к утру 30 апреля заняла позиции в районе населённого пункта Мюккендорф (Mückendorf) к северу от Барута, закрыв коридор, по которому на запад прорывались остатки немецких войск из Хальбского котла. В начале мая 1945 года дивизия в составе 13-й армии переправилась через Эльбу в районе Торгау и принимала участие в Пражской операции. Немецкие войска в полосе наступления армии почти не оказывали сопротивления, и в последние дни войны 395-я стрелковая дивизия получила приказ следовать в Берлин. В столице Германии 11 мая 1945 года Георгий Павлович завершил свой боевой путь.

### После войны
На военной службе оставался до сентября 1945 года. Демобилизовался в звании сержанта, с 1965 года — старшина в отставке. После войны жил в городе Первомайске Ворошиловградской (ныне Луганской) области. Работал электрослесарем на шахте треста «Первомайскуголь». За многолетний добросовестный труд был отмечен орденом «Знак почёта» и медалью «За трудовое отличие».
Умер 17 января 1983 года. Похоронен в Первомайске.

## Награды
- Орден Красной Звезды (26.12.1944)[9];
- орден «Знак Почёта»[2][12];
- орден Славы 1-й степени (27.06.1945)[17];
- орден Славы 2-й степени (26.03.1945)[11];
- орден Славы 3-й степени (31.01.1944)[8];
- медали, в том числе:

медаль «За трудовое отличие»;
медаль «В ознаменование 100-летия со дня рождения Владимира Ильича Ленина»;
медаль «За оборону Кавказа»;
медаль «За победу над Германией в Великой Отечественной войне 1941—1945 гг.»;
юбилейная медаль «Двадцать лет Победы в Великой Отечественной войне 1941—1945 гг.»;
юбилейная медаль «Тридцать лет Победы в Великой Отечественной войне 1941—1945 гг.».

## Память
- Именем Г. П. Писарева названа улица в городе Первомайске Луганской области[18][19].

## Документы
- Общедоступный электронный банк документов «Подвиг Народа в Великой Отечественной войне 1941—1945 гг.» Дата обращения: 25 ноября 2014. Архивировано из оригинала 13 марта 2012 года.

Орден Красной Звезды. Дата обращения: 25 ноября 2014. Архивировано 19 декабря 2014 года.
Указ Президиума Верховного Совета СССР от 27 июня 1945 года. Дата обращения: 25 ноября 2014. Архивировано 19 декабря 2014 года.
Представление к ордену Красного Знамени (награждён орденом Славы 1-й степени). Дата обращения: 25 ноября 2014. Архивировано 19 декабря 2014 года.
Орден Славы 2-й степени (представлен к ордену Красного Знамени). Дата обращения: 25 ноября 2014. Архивировано 19 декабря 2014 года.
Орден Славы 3-й степени. Дата обращения: 25 ноября 2014. Архивировано 19 декабря 2014 года.